# Dan Grigorescu
Dan Grigorescu (n. 13 mai 1931, București – d. 15 aprilie 2008, București) a fost un anglist român, istoric literar, eseist, critic literar, traducător, profesor de literatură comparată, critic de artă și istoric al artei. Membru al Academiei Române din 2004.

## Biografie
Profesorul Dan Grigorescu s-a născut la 13 mai 1931, în București. A urmat Colegiul „Sf. Sava” din București (1942-1950), apoi secția de filologie germanică a Facultății de Filologie din cadrul Universității din București, obținând diploma de licență în limba și literatura engleză în anul 1954. Lucrează ca redactor la Editura de Stat pentru Literatură și Artă (1954-1958), muzeograf la Muzeul de Artă al R. S. România (1960-1963) și ca redactor-șef la Editura Meridiane (1963-1968).
În 1968 este numit director al Direcției Artelor în Comitetul de Stat pentru Cultură și Artă. Din 1961, predă la Catedra de literatură universală și comparată a Facultății de Filologie din București, unde va fi titularizat profesor în 1990. A fost șeful Catedrei de literatură comparată la Facultatea de Litere din București între 1980 și 1984 și după 1990. A fost unul dintre discipolii academicianului Tudor Vianu. În anul 1969, își susține doctoratul cu teza „Shakespeare în cultura română modernă”. În perioada 1970-1971 este detașat ca lector în S.U.A., unde a ținut cursuri de istoria și cultura României și de literatură comparată la universitățile din Seattle, Portland și Los Angeles, iar între 1971 și 1974 a fost numit director al Bibliotecii Române din New York. Însemnările din acești ani americani, conținând meditații asupra culturii și societății americane contemporane, vor fi reunite în volumul „Marile canioane” (1977). A prezentat sute de vernisaje ale unor artiști plastici contemporani din România și a semnat mai multe monografii ale acestora la editura Meridiane, unde a fost redactor șef al Sectorului de artă plastică, teatru, cinema. A devenit redactor șef la revista Arta în 1987. A deținut și funcția și pe cea de director al Institului de Istorie și Teorie Literară George Călinescu al Academiei Române și a fost un colaborator apropiat al Institutului de Istoria Artei din cadrul Academiei Române. În 2001 a fost unul dintre membrii fondatori ai Centrului de Cercetare in Studiul Imaginii (CESI), unitate autonoma din cadrul Universitatii Bucuresti, devenind și codirector, alături de Sorin Alexandrescu.
Fin cunoscător al avangardei, coordonator al unui Dicționar al avangardelor, al literaturii americane clasice sau contemporane, căreia i-a consacrat un dicționar foarte util, premiat cu medalia de aur a Asociației Criticilor Americani. A scris numeroase studii de specialitate despre cei mai importanți pictori români contemporani. Este autorul unor lucrări despre Expresionism și Pop-Art, al unei introduceri la literatura comparată și al unor dicționare de artă plastică și de literatură americană. Este autorul unui curs introductiv în literatura comparată și a studiat relația dintre textul literar și imagine, cunoscută sub denumirea de „ek-phrasis”. Este unul dintre traducătorii lui William Shakespeare în limba română, a coordonat prima ediție critică a operei lui Shakespeare din România, a scris numeroase studii de istoria artei, literatură comparată, etc. A îngrijit ediții de restituire a operelor lui Dragoș Protopopescu, primul anglist de reputație europeană al României și Petru Comarnescu, primul americanist al României, și respectiv Alice Voinescu, esteticiană a teatrului universal și distinsă profesoară de estetică la Institutul de Artă dramatică în perioada dintre războaie.

### Decesul
Dan Grigorescu s-a stins din viață pe 15 aprilie 2008 la București, la vârsta de 76 de ani, la scurt timp după terminarea volumului său de memorii (Drumuri printre amintiri), publicat postum la editura Univers. A fost înmormântat pe data de 18 aprilie la Cimitirul Bellu din București, pe Aleea Academicienilor.

## Volume publicate
- Shelley (1962);
- Trei pictori de la 1848 (1966);
- Expresionismul (1968);
- 13 scriitori americani (1968);
- Romanul realist în secolul al XIX-lea (1970);
- Shakespeare și cultura română modernă (1971);
- Cubismul (1972);
- Pop-Art (1974);
- Ion Pacea (1975);
- Arta americană (1975);
- Direcții în poezia secolului XX (1976);
- Ion Gheorghiu (1976);
- Vasile Celmare (1977);
- Marile canioane (1977), jurnal american de călătorie; Editura Eminescu, col. Clepsidra
- Ion Sălișteanu (1978);
- Istoria unei generații pierdute – Expresioniștii (1978);
- Micaela Eleutheriade (1979);
- Dicționar cronologic al literaturii americane (1979);
- Constelația gemenilor (1980);
- Brâncuși: rădăcinile operei (1980);
- Aventura imaginii (1982);
- Gh. Saru (1982);
- Brăduț Covaliu (1984);
- Realitate, mit, simbol: un portret al lui James Joyce (1984);
- Înainte și după Columb (1985);
- Eugen Popa(1985);
- La nord de Rio Grande (1986);
- Înainte și după Columb (1987);
- Arta engleză (1989);
- A History of Romanian Art 1992;
- Introducere în literatura comparată (1992);
- Între cultură și coca-cola (1993);
- Călătoriile domnului Rubens (1994);
- Columb și insulele zburătoare (1994);
- Necunoscutul de la Ambasada Franței. Un episod al biografiei lui Giordano Bruno (1995);
- Dicționar alfabetic al literarurii americane, ediția a doua (1996);
- Pietrele de la Stonehenge tac (1997);
- Brâncuși și arta secolului XX (1998);
- Romanul american al secolului XX (1999);
- Jocul cu oglinzile (2000);
- Civilizații enigmatice din nordul Americii (2001);
- Povestea artelor surori. Introducere în ekphrastică (2001);
- Brâncuși și arta modernă (2001);
- Istoria literaturii americane în date (2002);
- Dicționarul avangardelor (2003).
- Drumuri printre amintiri (2008)

## Traduceri
- George Bernard Shaw, Teatru (1956);
- William Shakespeare, Zadarnicele chinuri ale dragostei (1956); Poveste de iarnă (1990); Poeme (1975); Visul unei nopți de vară (1964);
- Cântecul bizonului. Din literatura pieilor roșii (1978);
- Casa cu multe ferestre. Cinci marxiști americani (1981);
- Puiul de ren. Basme eschimose (1996).

## Ediții
- Alice Voinescu, Întâlniri cu eroi din literatură și teatru (1983);
- Petru Comarnescu, Kalolagathon (1985);
- Lord Byron, Opere, I-IV (1985);
- Dragoș Protopopescu, Fenomenul englez, I-III.

## Premii
- Premiul pentru critică al Uniunii Artiștilor Plastici din România (1969),
- Premiul Emerson, acordat de Asociația Americană de Istoria Culturii (1973),
- Premiul „B. P. Hasdeu al Academiei Române (1980)
- Medalia de aur a Asociației Criticilor Americani pentru Dicționar cronologic. Literatura americană(1977).

### Distincții
- Ordinul „Meritul Cultural” clasa a III-a (1968) „pentru activitate deosebită în domeniul artelor plastice”[3]
- Ordinul Național „Pentru Merit” în grad de Cavaler (2002).

## Afilieri
- Membru Corespondent al Academiei Române din 1993.
- Membru al Academiei Române din 2004, pe specializarea Istoria Artei.
- Director al Bibliotecii Romane din New York.